# Amtsgericht Hohnstein
Das Amtsgericht Hohnstein war ein Gericht der ordentlichen Gerichtsbarkeit in Hohnstein.
Nach der Revolution von 1848 wurde im Königreich Hannover die Rechtsprechung von der Verwaltung getrennt und die Patrimonialgerichtsbarkeit abgeschafft.
Das Amtsgericht wurde daraufhin mit der Verordnung vom 7. August 1852 die Bildung der Amtsgerichte und unteren Verwaltungsbehörden betreffend als königlich hannoversches Amtsgericht gegründet.
Es umfasste das Amt Hohnstein zu Neustadt unterm Hohnstein.
Das Amtsgericht war dem Obergericht Osterode untergeordnet. Mit der Annexion Hannovers durch Preußen wurde es zu einem preußischen Amtsgericht in der Provinz Hannover. Im Jahre 1866 wurde es als Amtsgericht Ilfeld nach Ilfeld verlegt.